# Lens Aboudou
Lens Aboudou, né le 9 février 1990 à Colombes, dans les Hauts-de-Seine, est un joueur français de basket-ball. Il évolue au poste d'arrière. Il est le frère du basketteur Jordan Aboudou et du handballeur Dika Mem.

## Biographie
Le 5 septembre 2015, il rejoint le Provence Basket en Pro B.
Le 2 juillet 2016, il signe à La Charité Basket 58 en Nationale 2.
Le 14 juin 2018, il rejoint le Vendée Challans Basket en Nationale 1.

## Club successifs
- 2009-2014 :  Jeanne d'Arc Dijon Bourgogne (Espoirs)
- 2014-2015 :  Olympique d'Antibes (Pro B)
- 2015-2016 :  Fos Provence Basket (Pro B)
- 2016-2018 :  La Charité Basket 58 (NM2 puis NM1)
- depuis 2018 :  Vendée Challans Basket (NM1)

## Palmarès
- Champion de France de Nationale 2 : 2017[4].